# حارة الصناعة (المنصورة)

تعديل مصدري - تعديل

حارة الصناعة هي إحدى حارات حي 22 يونيو الواقع بمديرية المنصورة التابعة لمحافظة عدن، بلغ تعداد سكانها 1937 نسمة حسب تعداد اليمن لعام 2004.